# Polibio Alves
Pour les articles homonymes, voir Alves (homonymie).
Polibioe Alves est un auteur brésilien né à João Pessoa en 1941.

## Biographie
Né dans une famille pauvre, il apprend à lire et à écrire dans une école informelle. Il a exercé de nombreux métiers dont celui d'enseignant dans une favela de Rio ce qui lui valut le titre de Carioca décerné par la municipalité. Il est aussi poète.

## Œuvres
Livres traduits en français
- Ce qui reste des morts, 2017.

Livres en espagnol
- Lo que queda de los muertos
- La Habana vieja : olhos de ver
- Passagem branca
- Varadouro
- Ejercicio Lúdico
- Los Ratones Amaestrados hacen acrobacias al amanecer